# Mzab (tribu)
Pour les articles homonymes, voir Mzab (homonymie).
Les Mzab ou Beni Mzab (en tamazight : ⵎⵣⴰⴱ Mzab -, en arabe : مزاب Mzab) constituent une tribu du Maroc, faisant traditionnellement partie de la confédération de la Chaouïa. Elle est arabophone et d'origine principalement berbère zénète avec quelques fractions arabes.

## Origine
Les Mzab ou Beni Mzab sont issus des Berbères Zénète, descendants des Beni Badis ben Mohammed, qui reconnaissent pour ancêtre Zahhik ben Ouaçin ben Içliten. Ils seraient apparentés aux Mérinides, aux Maghraoua et aux Ifren, frères des Beni Ouaçin. Selon un opuscule ancien d'Abd El-'Adhîm Ez-Zemmoûri, les Mzab, faisant partie des Chaouïa, appartenaient anciennement à la secte des Kharidjites. Ibn Khaldoun indique que lorsque les Ketamas et les Sanhadja repoussèrent les zénètes dans le Maghreb el-Aqsa, toutes les tribus descendantes de Ouaçin se réunirent dans le territoire entre le Za et la Moulouya.
Ils seront ensuite rejoints par des groupes bédouins hilaliens et des Chérifiens. Les chérifiens possédant un statut politique et religieux influent, ils sont aussi appelé "Familles Maraboutiques", car leur ascendance chérifienne leur donnes des avantages dans la société marocaine d'autrefois[réf. nécessaire]

## Territoire
Le Mzab se trouve au sud-est de la Chaouïa, bordé au nord par les Zaërs et les Mdhakra, à l'ouest par les Ouled Hriz, les Ouled Sidi ben Daoud et les M'zamza, au sud par les Beni Meskine, et à l'est par les Ourdigha et les Beni Khiran. Cette position géographique stratégique a constamment plongé les tribus du Mzab dans des conflits. Entourées de voisins belliqueux, elles ont historiquement servi de zone tampon entre les Chaouïa et les populations guerrières de l'est et du sud. La tribu jouera un rôle dans l'évolution urbaine de Casablanca, en effet, le terme «Maârif» désigne une fraction de la tribu des Mzab, originaires de la région de Ben Ahmed. Une zone rurale jadis connue pour la bravoure, le courage et l’abnégation de ses caïd. Les Maârifs, qui ont réussi au long des décennies une belle expansion terrienne, sont arrivés dans la région qui sera plus tard connue comme Casablanca et ils y achetèrent des parcelles de terre. Le nom du quartier découle donc du fait que ces personnes possédaient des terres dans ce quartier.

## Histoire

### Formation de la Tribu
Cette race zenatienne, enveloppée dans son orgueil, montrait un dédain pour les autres peuples. Leur principal moyen de subsistance provenait de leurs troupeaux, mais pour satisfaire leurs désirs de luxe, ils pillaient les voyageurs, toujours armés. Leurs guerres et expéditions contre les autres tribus et royaumes voisins furent marquées par des batailles dont les détails sont souvent perdus, en partie à cause de la prédominance de la langue et de l'écriture arabes après le triomphe de l'islam. La langue berbère n'a jamais quitté sa rudesse primitive, et la race zenatienne n'a jamais eu de roi encourageant les écrivains à documenter leur histoire. Vivant dans le désert pour éviter la domination étrangère, ils négligèrent l'histoire de leur propre nation, laissant une grande partie dans l'oubli.
Ligués d'abord avec les Beni Merin et d'autres Berbères du même territoire, les Beni Badis, dont font partie les Mzab, leur firent plus tard la guerre et l'emportèrent grâce à leur supériorité numérique. L'arrivée des Almohades mit fin à cette lutte entre les tribus. Leurs tribus s'unirent de nouveau et admiraient dans leur alliance les Iloumi et les Maghraoua, mais en vain : les Beni Badin et les Iloumi durent se soumettre aux nouveaux venus. Les Mérinides préférèrent s'enfoncer plus avant dans le désert et, devenus plus puissants, vainquirent les Almohades, s'établissant sur le trône du Maroc. Ils furent rejoints par ceux qui étaient apparentés à leur famille.

### Epoque moderne & union avec les A'chach
La situation géographique et politique des Mzab indique qu'ils ont dû se maintenir sur leur territoire au prix de luttes incessantes. Entourés de voisins puissants et amis des rapines et des brigandages, ils ont été contraints de réprimer leurs animosités réciproques. La preuve d'un état de guerre permanent réside dans le fait que deux peuples, naturellement antipathiques l'un à l'autre en raison de leur différence raciale, ont pu mettre de côté leur hostilité pour former une confédération. Les incursions fréquentes des Ourdigha, des Ahl Tadla [terme générique pour désigner les arabes de Tadla] et autres entretenaient une agitation perpétuelle chez les Mzab, les razzias d'une tribu entraînant des représailles offensives.
L'union politique des Mzab avec les A'chach (une tribu arabe de la Chaouia) n'excluait pas les divisions intérieures pendant les périodes d'accalmie. Ce groupement remonte à une époque indéterminée mais est considéré comme très ancien. En 1806, les A'chach, établis à l'ouest d'Oujda, étaient indépendants et forts. Lorsque Moulay Slimane tenta de les contraindre à payer l'impôt, le gouverneur de Fès, Bå 'Aqil Es-Soûsi, fut attaqué et pillé par les A'chach , obligeant les soldats du Sultan à fuir en désordre, laissant leurs bagages aux mains des A'chach.
Les Mzab et les A'chach faisaient partie du groupe des « Oulad Bou Atiya » avec les Oulad Hriz, les Mdhakra et les Oulad 'Ali. De 1815 à environ 1830, ils furent gouvernés par Griran El-Harizi et ses successeurs. Par la suite, ils furent placés sous le gouvernement du chérif Mohammed ben Et-Tayyeb et soumis à l'administration des caïds de Berrechid vers 1833, situation qui dura jusqu'aux environs de 1860. À partir de cette époque, les Mzab furent considérés comme un groupement distinct des « Oulad Bou 'Atiya ».
Selon les indigènes, les Mzab et les A'chach ont toujours formé une unité sous le commandement d'un seul caïd, avec plusieurs caïd subordonnés, particulièrement dans la tribu des A'chach. En 1897, le commandement des deux tribus était exercé par le caïd El-'Arbi ben Cherqi des Mzab. Son père, Cherqi ben Mohammed ben Cherqi, et son oncle, Mohammed ben Ahmed, avaient auparavant occupé cette charge, le premier jusqu'en 1882 et le second jusqu'en 1897.

### Résistance anti-colonialiste

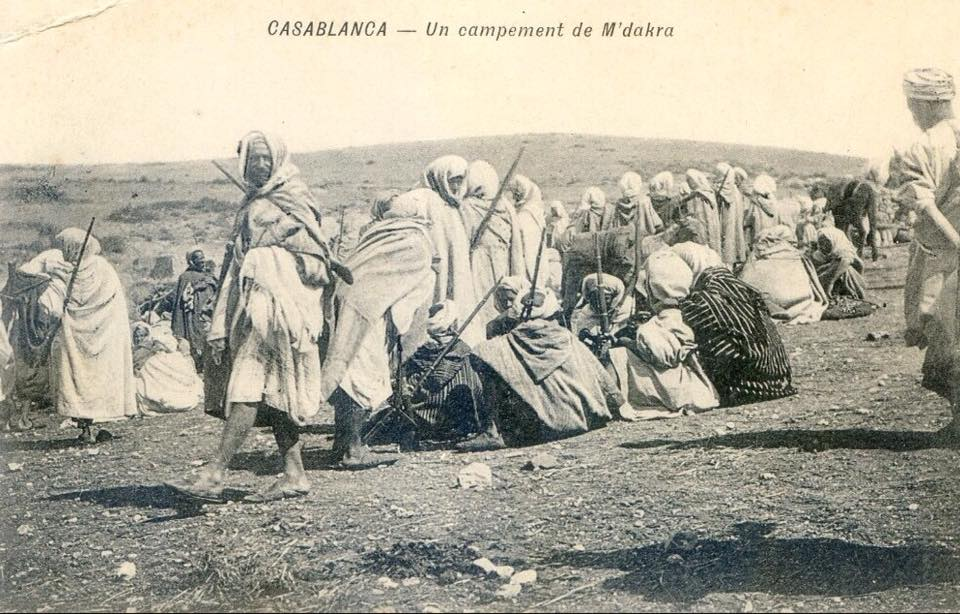
Un campement de Mdhakra, déterminé à continuer la guerre

Comme les autres tribus Chaouïa, les Mzab prirent part au mouvement qui jeta sur Casablanca après l'appel au djihad des Ouled Hriz, auxquelles les troupes françaises se heurtèrent dès leur débarquement. En 1908, après des engagements militaires, les Mzab sollicitèrent l'« aman », bien que cette soumission restât précaire en raison de la proximité des Mdhakra en révolte. Pour affermir cette soumission et faire déposer les armes aux factions encore rebelles, le poste de Ben Ahmed fut fondé le 29 avril 1908. Rapidement après cette installation, des factions des A'chach, épuisées par une lutte qu'elles jugeaient inutile, demandèrent également l'« aman ».
Le 3 mai, le Qaïd Cherqi Bel-Hadj offrit la soumission des Oulad Attou, suivi par le Qaid M'hammed ould Bou Chaïb avec les Oulad Hamama le 5 mai, et le Qaïd 'Abd Es-Salâm ben El-'Arbi avec les Oulad Chaïb et les Khlot le 12 mai. Dès le 1er juin 1908, la tranquillité régnait chez les Mzab et les A'chach. Seuls les Oulad Fares, une fraction arabe jochémite, influencés par des rumeurs extérieures, maintenaient une attitude hésitante jusqu'à la visite d'un détachement de troupes françaises début juin, qui aboutit à leur soumission.

## Composition Tribale

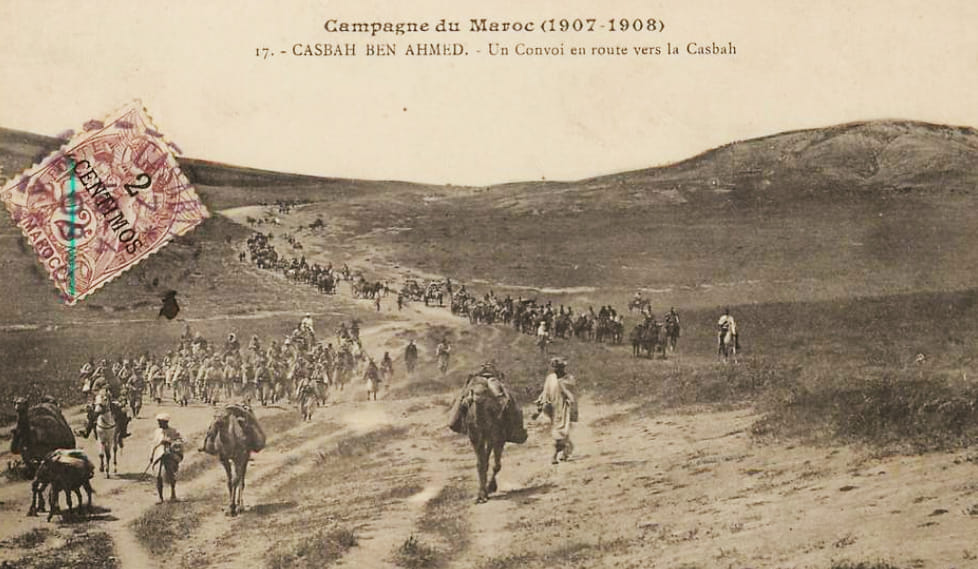
Carte postale : Convoi des Beni Mzab pour visiter la Kasbah

La tribu des Mzab est constituée de multiples fractions, toutes dirigées par des caïds, celui de tous les Mzab est Moulay Abd al-Salam ben al-Makki al-Hajjaji al-Merahi.
Voici une liste de toutes les fractions et leurs caïds en 1915 :
- Awlad Merah/Amrah
  - Djemmouha 
    - Ouled Bou Ali (Caïd Jilani Bel Hajj al-Ma'ti)
    - Ouled Khemlich (Caïd Jilani Bel Hajj al-Ma'ti)
    - Ouled Ghanem (Caïd Jilani Bel Hajj al-Ma'ti)
    - Cherragui (caïd Mou'min bel-Hajj Ahmed)
    - Ouled Heddad (caïd Mou'min bel-Hajj Ahmed)
    - Ouled Harrar (caïd Mou'min bel-Hajj Ahmed)
    - Ouled Mohamed ben Slimane (caïd Ali ben Mohamed ben Ismaïl)
    - Ouled Seba'(caïd Ali ben Mohamed ben Ismaïl)
    - Ouled Chaoui (caïd Ali ben Mohamed ben Ismaïl)
    - Chiaïba (caïd Ali ben Mohamed ben Ismaïl)
    - Awlad Sidi Hajjaj (descendants de Sidi Hajjaj al-Idrissi (ar), descendants lui même de Saïd ben Muhammad ben Idris II, Caïd Moulay Abd al-Salam ben al-Makki al-Hajjaji al-Merahi)

  - Meni
    - Ouled Nasser (Caïd Amer Ould Al-Aboura)
    - "Chorfa" (Caïd Amer Ould Al-Aboura)
    - Ouled Sidi Bel Qassem (Caïd al-Arbi ben Omar)
    - Djediyan (Caïd Mohamed ben al-Cheikh)
    - Merarga (Caïd Mohamed ben al-Cheikh)
    - Ouled Abd as-Salam (Caïd Al-Hajj ben al-Arabi)
    - Ouled Bou Zid (Caïd Al-Hajj ben al-Arabi)
    - Djebaïa (Caïd Al-Hajj ben al-Arabi)
    - Ouled Ayad (Caïd Mohamed ben Omar)
    - Ouled Yaïch (Caïd Mohamed ben Omar)
    - Ouled Brahim (Caïd Mohamed ben Omar)
    - Ouled Bou Selham (Caïd Mohamed ben Omar)
    - Soualem (Caïd Ahmed ben Ahmed)
    - Gratna (Caïd Ahmed ben Ahmed

  - Ouled Youssef ben Hammou
    - Ouled Kebouch 
      - Ouled Hajjaj (Caïd Hajjaj Bel Abbès)
      - Ouled Bel Qassem (Caïd Hajjaj Bel Abbès)
      - Ouled al-Hassan (Caïd Hajjaj Bel Abbès)
      - Ouled Sghir (Caïd Hajjaj Bel Abbès)
      - Ouled Amer ben Youssef (Caïd Hajjaj Bel Abbès)

    - Djebala Menchniin (Caïd Ben Daoud ben al-Arabi)
    - Ouled Taman
      - Ouled Ali ben Youssef (Caïd al-Ma'ti ben Jilani)
      - Ouled Aissa (Caïd al-Ma'ti ben Jilani)
      - Ouled Abd al-Qader (Caïd al-Ma'ti ben Jilani)
      - Ouled Ali ben Bouazza (Caïd al-Ma'ti ben Jilani)
      - Ouled Abbad (Caïd al-Ma'ti ben Jilani)

    - Ouzara
      - Ouled Hilal (Caïd al-Ma'ti ben Jilani)
      - Ouled Abd'Allah ben Ali (Caïd al-Ma'ti ben Jilani)
      - Ouzarera (Caïd al-Ma'ti ben Jilani)

  - Bani Senjaj
    - El-Biodh (Caïd Ali bel Hajj Mohamed)
    - Ouled el-Mbarek (Caïd Ali bel Hajj Mohamed)
    - Gremtat (Caïd Ali bel Hajj Mohamed)
    - Zerarhna 
      - Al-Oudaïmin (Caïd Hajjaj ben Mohamed)
      - Ouled el-Harrar (Caïd Hajjaj ben Mohamed)
      - Ouled Bou Zenad (Caïd Hajjaj ben Mohamed)
      - Ouled al-Ghani (Caïd Hajjaj ben Mohamed)
      - Ouled Abd'Allah ben Sa'id (Caïd Hajjaj ben Mohamed)
      - Ouled al-Aliya(Caïd Hajjaj ben Mohamed)
      - Cheraka (Caïd Hajjaj ben Mohamed)
      - Ouled Si Omar (Caïd Hajjaj ben Mohamed)
- Ouled Farès (Caïd Si Ahmed ben al-Hajj al-Maati)
  - Toualteh 
    - Ouled Mehdi (Caïd Hajjaj ben al-Arbi)
    - Ouled Sidi Guemiman (Caïd Hajjaj ben al-Arbi)
    - Ouled Ayad (Caïd Hajjaj ben al-Arbi)

  - Ouled Addou 
    - Ouled Rahhou (Caïd BouAzza ben al-Ma'ti)
    - Ouled Saïd (Caïd BouAzza ben al-Ma'ti)
    - Ouled Qasim (Caïd BouAzza ben al-Ma'ti)
    - Habatha (Caïd BouAzza ben al-Ma'ti)

  - Ahl al-Azib (Caïd al-Arbi ben al-Ma'ti)
  - Ouled Musa
    - Al-Hedilat (Caïd Mohamed ben Omar)
    - Ouled Othman (Caïd Mohamed ben Omar)
    - Ouled al-Harrar (Caïd Mohamed ben Omar)
    - Ouled al-Hajj (Caïd Mohamed ben Omar)
    - Zerrana (Caïd Mohamed ben Omar)
- Mlal (Caïd Si al-Hassan ben Al-Arabi al-Sharqi al-Hamdaoui)
  - Ouled Amar 
    - Moualin al-Gror 
      - Zouair (Caïd Mohamed Bel-Hajj Mohamed)
      - Ouled Mehalla (Caïd Mohamed Bel-Hajj Mohamed)
      - Ysasfa (Caïd Mohamed Bel-Hajj Mohamed)
      - Ouled Mohamed(Caïd Mohamed Bel-Hajj Mohamed)
      - Moualin Sanjer (Caïd Mohamed Bel-Hajj Mohamed)
      - Ouled Musa (Caïd Mohamed Bel-Hajj Mohamed)
      - Toualba (Caïd Mohamed Bel-Hajj Mohamed)
      - Khiyaita (Caïd Mohamed Bel-Hajj Mohamed)
      - Akkara (Caïd Mohamed Bel-Hajj Mohamed)

    - Moualin al-Aloua
      - Guedadra (Caïd Jilani ben Mohamed)
      - Ouled Mou'min (Caïd Jilani ben Mohamed)
      - Ouled Musa (Caïd Jilani ben Mohamed)
      - Ouled Mohamed ben BouChaib (Caïd Jilani ben Mohamed)
      - Amamra (Caïd Jilani ben Mohamed)
      - Ysasfa (Caïd Jilani ben Mohamed)
      - Djoubra (Caïd Jilani ben Mohamed)
      - Maiz (Caïd Jilani ben Mohamed)
      - Ouled Abd'Allah (Caïd Jilani ben Mohamed)
      - Zouair (Caïd Jilani ben Mohamed)
      - Bani Sektan (Caïd Chafaï ben Mohamed Es-Slaoui)

  - Hamdaoua (d'ascendance idrisside, descendants de Ahmed Ben Ali al-Dra'i)[4].
    - Moualin Ain Dorban (Caïd Si Mohamed bel Hajj)
    - Awlad Bouzian 
      - Awlad Zahra (Ils sont les fils de Bouzian, avec sa première femme, Zahra) (Caïd Hajj Bou Guettaya)
      - Awlad Rima (Ils sont les fils de Bouzian avec sa seconde femme, Rima) (Caid al-Hajj al-Arabi bel-Mokhtar)

    - Ouled Abbou (Caïd al-Hajj al-Arabi bel-Mokhtar)
    - Aseilat (Caïd Si al-Makki bel-Hajj)
    - Rezzouana (Caïd Si al-Makki bel-Hajj)

  - Ahlaf
    - Chemitin (Caïd Mohamed ben Al-Maati)
    - Ouled Musa (Caïd Mohamed ben Al-Maati)
    - Kramcha (Caïd Mohamed ben Al-Maati)
    - Agaba (Caïd Mohamed ben Al-Maati)
    - Ouled Ali (Caïd Ahmed ben Qaddour)
    - Al-Arafa (Caïd Ahmed ben Qaddour)
    - Houadra (Caïd Ahmed ben Qaddour)
    - Heddada (Caïd Bou Abbid Ben al-Arabi)
    - Khettaba (Caïd Bou Abbid Ben al-Arabi)
    - Boubarqawa (Caïd Bou Abbid Ben al-Arabi)

  - Bani Ritoun
    - Guedihat (Caïd al-Hassan bel-Kheddir)
    - Ouled Ammar (Caïd Mohamed ben Ech-Chab)
    - Ouled Sidi Bouzyan (Caïd Mohamed ben al-Abidi)
    - Ouled Sidi El-Battal (Caïd Mohamed ben al-Abidi)
    - Beggura (Caïd Mohamed ben al-Abidi)
    - Maarif/Maalin Awlad al-Ahmar (Caïd Mohamed ben al-Abidi)
- Bani Brahim
  - Bani Yddou 
    - Al-Mekada (Caïd Si Ahmed ben al-Arabi)
    - Ouled Ammar (Caïd Si Ahmed ben al-Arabi)
    - Al-Akaouka (Caïd Si Ahmed ben al-Arabi)
    - Ouled Amer (Caïd Si Ahmed ben al-Arabi)
    - Djebala (Caïd Si Ahmed ben al-Arabi)
    - Ouled Bou Allala (Caïd Si Ahmed ben al-Arabi)

  - Bani Mlih
    - Ouled Ykkou (Caïd al-Arabi ben at-Tahar)
    - Chemamtha (Caïd al-Arabi ben at-Tahar)
    - Ouled Abd'Allah (Caïd al-Arabi ben at-Tahar)
    - Chetocana (Caïd al-Arabi ben at-Tahar)
    - Ouled Zaïra (Caïd al-Arabi ben at-Tahar)

  - Ouled Sidi Aissa
    - Ouled Saïd (Caïd Si ben al-Abbas ben Ali)
    - Ouled 'Allal (Caïd Si ben al-Abbas ben Ali)
    - Ouled al-Fassi (Caïd Si ben al-Abbas ben Ali)
    - Amamra (Caïd Si ben al-Abbas ben Ali)
    - Ouled al-Taleb (Caïd Si ben al-Abbas ben Ali)
    - Ouled Sghir (Caïd Si ben al-Abbas ben Ali)

  - Harakta (Caid Al-Arabi ben at-Tahar)
  - Ouled Yahya (Caid Al-Arabi ben at-Tahar)
  - 'Aounate (Caid Al-Arabi ben at-Tahar)
  - Kouarcha (Caïd Mohamed ben M'hammed)
  - Guedanat (Caïd Mohamed ben M'hammed)
- Ouled Chebbana
  - Abadla 
    - Agagba (Caïd Mohamed ben Jilani)
    - Ouled M'hammed ben Ahmed (Caïd Mohamed ben Jilani)
    - Ouled al-'Asri (Caïd Mohamed ben Jilani)
    - Ouled Aissa Bou Hadid (Caïd Mohamed ben Jilani)
    - Al-Messaïdat (Caïd Mohamed ben Jilani)

  - Al-Behalla (Caïd Mohamed Ould Ahmed al-Aroui)
  - Ouled Bou Hadid (Caïd Mohamed Ould Ahmed al-Aroui)
    - Ouled Ali ben Ali (Caïd Mohamed Ould Ahmed al-Aroui)
    - Ouled Bedou (Caïd Mohamed Ould Ahmed al-Aroui)
    - Henafut (Caïd Mohamed Ould Ahmed al-Aroui)
    - Ouled Fares (Caïd Mohamed Ould Ahmed al-Aroui)
    - Gremtat (Caïd Mohamed Ould Ahmed al-Aroui)

### Présence Juive
Il existe une présence juive assez conséquente dans le territoire des Mzab, centralisé autour de la capitale, Ben Ahmed, ils forment le Mellah de Mils et le Mellah de Ouled Ben Arif. Ces derniers pratique plusieurs catégories de métiers, ils sont marchands ambulants, rétameurs, cordonnier, savetiers, brocanteurs. Chez les Achach, tribus limitrophes des Mzab, ces mêmes juifs pratiquent un pèlerinage autour d'une pierre enfoncée dans le sol, où ils brûlent des cierges.